# العلاقات السورينامية الغينية
العلاقات السورينامية الغينية هي العلاقات الثنائية التي تجمع بين سورينام وغينيا.

## مقارنة بين البلدين
هذه مقارنة عامة ومرجعية للدولتين:
| وجه المقارنة                                              | سورينام                        | غينيا       |
| --------------------------------------------------------- | ------------------------------ | ----------- |
| المساحة (كم2)                                             | 163.27 ألف                     | 245.86 ألف  |
| عدد السكان (نسمة)                                         | 563.40 ألف                     | 12.72 مليون |
| الكثافة السكانية (ن./كم²)                                 | 3.45                           | 51.74       |
| العاصمة                                                   | باراماريبو                     | كوناكري     |
| اللغة الرسمية                                             | اللغة الهولندية                | لغة فرنسية  |
| العملة                                                    | دولار سورينامي، غيلدر سورينامي | فرنك غيني   |
| الناتج المحلي الإجمالي (بليون دولار)                      | 3.32 مليار                     | 10.50 مليار |
| الناتج المحلي الإجمالي (تعادل القوة الشرائية) بليون دولار | 9.07 مليار                     | 15.24 مليار |
| الناتج المحلي الإجمالي الاسمي للفرد دولار أمريكي          | 9.48 ألف                       | 531         |
| الناتج المحلي الإجمالي للفرد دولار أمريكي                 | 16.64 ألف                      | 1.22 ألف    |
| مؤشر التنمية البشرية                                      | 0.714                          | 0.411       |
| رمز المكالمات الدولي                                      | +597                           | +224        |
| رمز الإنترنت                                              | .sr                            | .gn         |
| المنطقة الزمنية                                           | 00                             | 00          |

## منظمات دولية مشتركة
يشترك البلدان في عضوية مجموعة من المنظمات الدولية، منها:
| علم المنظمة | اسم المنظمة                                 | تاريخ انضمام سورينام | تاريخ انضمام غينيا |
| ----------- | ------------------------------------------- | -------------------- | ------------------ |
|             | يونسكو                                      | 16 يوليو 1976        | 2 فبراير 1960      |
|             | وكالة ضمان الاستثمار متعدد الأطراف          | 2 يوليو 2003         | 5 أكتوبر 1995      |
|             | الأمم المتحدة                               | 4 ديسمبر 1975        | 12 ديسمبر 1958     |
|             | مجموعة دول أفريقيا والكاريبي والمحيط الهادئ | ?                    | ?                  |
|             | الاتحاد البريدي العالمي                     | ?                    | ?                  |
|             | البنك الدولي للإنشاء والتعمير               | 27 يونيو 1978        | 28 سبتمبر 1963     |
|             | منظمة التعاون الإسلامي                      | ?                    | ?                  |
|             | منظمة حظر الأسلحة الكيميائية                | ?                    | ?                  |
|             | مؤسسة التمويل الدولية                       | 1 سبتمبر 2011        | 22 أكتوبر 1982     |
|             | منظمة التجارة العالمية                      | ?                    | 25 أكتوبر 1995     |
|             | منظمة الشرطة الجنائية الدولية               | ?                    | ?                  |

## وصلات خارجية
- موقع وزارة الخارجية السورينامية